# Vorderschweinhöf
Vorderschweinhöf (westallgäuerisch: Fordrschwihef) ist ein Gemeindeteil der Gemeinde Oberreute im bayerisch-schwäbischen Landkreis Lindau (Bodensee).

## Geographie
Der Weiler liegt circa drei Kilometer südwestlich des Hauptorts Oberreute und zählt zur Region Westallgäu. Westlich der Ortschaft befindet sich das Naturschutzgebiet Trogener Moore.

## Ortsname
Der Ortsname bezieht sich auf das Tier Schwein und einen Einzelhof sowie die relative Lage zu Hinterschweinhöf. Der Ortsname bedeutet somit Höfe, auf denen Schweine leben.

## Geschichte
Vorderschweinhöf wurde erstmals im Jahr 1338 als Swinhöue erwähnt. 1605 wurde eine Mahlmühle im Ort erwähnt. 1771 war die Vereinödung in Vorderschweinhöf mit neun Teilnehmern abgeschlossen.